# Scelidomachus
Scelidomachus là một chi nhện trong họ Palpimanidae.